# Онния войлочная
Онния войлочная (лат. Onnia tomentosa), также трутовик войлочный — вид грибов. Встречается в хвойных лесах, чаще группами.

## Описание
Плодовое тело вначале пестиковидное, булавовидное, 2—3 см. Цвет бледно-коричневатый на бурой крапчатой ножке. Шляпка округлой формы, диаметром 3—8 см, максимально до 10 см. Иногда может быть эксцентрической или с незамкнутым краем, воронковидной или почти плоской, с тонким прямым либо опущенным порой рваным краем. Шляпка концентрически мелкобороздчатая, иногда бывает радиально сморщенной, войлочно-бархатистая, затем становится почти голой. Цвет шляпки желто-охряный, охряно-коричневый, с концентрическими коричневыми кругами. Обычно шляпка более яркая в своей середине, со светлым охряным краем. Со временем приобретает серый оттенок, в сырую погоду — тёмная, буро-коричневая.
Трубчатый слой изначально почти гладкий, сетчатый, затем становится мелкопористым, нисходящим. Поры угловатые, ячеистые, неправильной формы. Трубчатый слой серо-коричневатый, коричневый, буровато-коричневатый. Потом становится серовато-буроватый, к краю — беловатым или желтоватым. Споровый порошок желтого цвета. Ножка длиной 1—3 см и диаметром до 0,5 см, центральная или эксцентрическая, суженная к своему основанию. Мякоть гриба тонкая, кожистая, сухая, твердая и волокнистая. Её цвет охряно-желтый. Мякоть со слабым редечным запахом.

## Распространение
Гриб встречается с конца июня до октября. Наиболее массово — в июле и первой половине сентября. Является сапротрофом в хвойных либо смешанных лесах. Наиболее часто встречается в основании хвойных деревьев, во мху. Обычно на песчаных почвах. Грибы встречаются группами, порой срастаясь с соседними шляпками и ножками. Весной могут встречаться прошлогодние бурые экземпляры.